# Jerónimo Figueroa
Jerónimo Figueroa Cabrera (ur. 15 lipca 1982 w Las Palmas de Gran Canaria) – znany jako Momo, hiszpański piłkarz występujący na pozycji pomocnika w UD Las Palmas.